# Tingsryds AIF
Tingsryds AIF, Tingsryds Allmänna Idrottsförening, är en idrottsförening i Tingsryd som bildades 1923. Ishockeysektionen är den mest framgångsrika och spelar sedan 2025 i Hockeyettan. Tidigare har föreningen spelat flera säsonger Division I då den var Sveriges högsta serie.

## Historik

### 1923-1960
Tingsryds AIF bildades 1923. Föreningen fick sitt första ishockeylag i och med att Tingsryd IK uppgick i Tingsryds AIF den 1 maj 1948. Den första ishockeyrinken låg i utkanten av Tingsryd vilket gjorde det besvärligt med ombyte som fick ske ca 2 km från platsen i en skola. Den andra rinken lades vid skolan och därmed löstes ombytesproblemen. Tredje rinken låg på samma plats som dagens Dackehallen.
Den 25 november samma år som rinken var klar spelades invigningsmatch mot Tabergs SK. För att locka fler besökare bjöds Sven Tumba in för att spela med värdlaget och hålla i invigningsceremonin. I samband med invigningen lanserades en ny hjälm som var gjord på Hammarplast i Tingsryd.

### 1960-talet
Säsongen 1965-66 kom Tingsryd på en andraplats i division 2 efter Rögle BK. Efterföljande säsong kvalificerade sig föreningen för spel i Sveriges högsta division. År 1969-70 etablerade man sig i Allsvenskan.

### 1970-talet
De första säsongerna på 1970-talet fortsatte klubben spela i Allsvenskan. Säsongen 1974-75 var förberedande för den nya Elitserien som skulle startas nästa säsong. Högsta serien, Division 1, var en rikstäckande serie med 16 medverkande lag. Tingsryd slutade på 14:e plats och fick spela i nya Division 1 nästföljande säsong. Säsongen 78-79 kom man på en sjundeplats.

### 1980-talet
Säsongen 82-83 kom laget på sista plats i Allsvenskan och säsongen efter förlorade man även den platsen. Säsongen 85-86 kom man på en åttondeplats i grundserien och inför sista omgången i fortsättningsserien låg Tingsryd på sjunde plats, det vill säga kvalplats ner till division 2. Tingsryd klarade kvalet genom att komma tvåa, en poäng före Karlskrona, och man fick behålla sin plats i division 1. Säsongen 89-90 gjorde man en mycket dålig insats och höll på att åka ner till division 3, men slutade på en åttondeplats.

### 2000-talet
Till säsongen 2002/2003 blev klubben tvångsnedflyttad från Allsvenskan till division 1 på grund av skattefusk, vilket ledde till att tre ledare dömdes till vardera åtta månaders fängelse för att undanhållit närmare 1,7 miljoner i skatt.

### 2010-talet
Tingsryd spelade våren 2010 i kvalet till Hockeyallsvenskan. Efter tio omgångar slutade Tingsryd på andra plats vilket gjorde att de flyttades upp till Allsvenskan. Här spelade man i tre år, men åkte säsongen 2012-2013 ur till Hockeyettan. 2014-15 gick man åter upp i Allsvenskan. 
Säsongen 2015/16 slutar Tingsryds AIF på andra plats i Hockeyallsvenskan som nykomlingar och får spela Hockeyallsvenskfinal mot AIK. Tränaren Magnus Sundqvist kom in inför säsongen och 3st transatlanter värvades in i Drew Paris, Denny Kearney samt centern Éric Castonguay som satte stora avtryck direkt i Tingsryds tröjan. I laget fanns hela 7st som hade Tingsryds AIF som moderklubb och 11st hade gått Tingsryds ishockeygymnasium.  

### 2020-talet
Säsongen 2024/25 åkte laget ur Hockeyallsvenskan efter kvalspel mot Vimmerby HC efter 3-4 i matcher.

## Säsonger sedan 1962
Tingsryd gick upp i division II första gången 1962/63 åkte ur igen och återkom säsongen 1964/65. Laget var framgångsrikt och 1967 nådde man första gången högsta serien. Där blev man kvar en enda säsong men kom tillbaka igen 1969/70.
| Säsong    | Division                        | Placering | Kval/Playoff                  |
| --------- | ------------------------------- | --------- | ----------------------------- |
| 1962/1963 | Division II Södra B             | 9         | nerflyttade                   |
| 1963/1964 | Division III Södra Sydsvenska B | 1         | uppflyttade                   |
| 1964/1965 | Division II Södra B             | 2         |                               |
| 1965/1966 | Division II Södra B             | 2         |                               |
| 1966/1967 | Division II Södra B             | 1         | 1:a i kvalserien, uppflyttade |
| 1967/1968 | Division I Södra                | 8         | nerflyttade                   |
| 1968/1969 | Division II Södra B             | 1         | 1:a i kvalserien, uppflyttade |
| 1969/1970 | Division I Södra                | 5         | 1:a i kvalificeringsserien    |
| 1970/1971 | Division I Södra                | 6         | 2:a i kvalificeringsserien    |
| 1971/1972 | Division I Södra                | 5         | 2:a i kvalificeringsserien    |
| 1972/1973 | Division I Södra                | 7         | 1:a i kvalificeringsserien    |
| 1973/1974 | Division I Södra                | 6         | 4:a i kvalificeringsserien    |
| 1974/1975 | Division I                      | 14        | nerflyttade                   |

När seriesystemet gjordes om 1975 minskades antalet lag i högsta serien från 16 till 10 och Tingsryd var ett av de lag som flyttades ner till nya Division I som nu alltså var andradivisionen under den nya högstaserien Elitserien. Det gick sakta utför för Tingsryd och i början av 1990-talet spelade man några säsonger i Division II (vid denna tidpunkt tredjeligan).
| Säsong                               | Division         | Placering | Vårserie                  | Kval/Playoff                                               |
| ------------------------------------ | ---------------- | --------- | ------------------------- | ---------------------------------------------------------- |
| 1975/1976                            | Division I Södra | 1         |                           | Playoff: Utslagna av Nacka                                 |
| 1976/1977                            | Division I Södra | 2         |                           | Playoff: Besegrar Almtuna, utslagna av Djurgården          |
| 1977/1978                            | Division I Södra | 1         |                           | Playoff: Besegrar Väsby, utslagna av Huddinge              |
| 1978/1979                            | Division I Södra | 7         |                           |                                                            |
| 1979/1980                            | Division I Södra | 6         |                           |                                                            |
| 1980/1981                            | Division I Södra | 2         |                           | Playoff: Utslagna av Örebro                                |
| 1981/1982                            | Division I Södra | 3         |                           | Playoff: Utslagna av Bofors                                |
| 1982/1983                            | Division I Södra | 2         | 8:a i Allsvenskan         |                                                            |
| 1983/1984                            | Division I Södra | 4         | 2:a i fortsättningsserien | Playoff: Utslagna av Örebro                                |
| 1984/1985                            | Division I Södra | 6         | 3:a i fortsättningsserien |                                                            |
| 1985/1986                            | Division I Södra | 8         | 7:a i fortsättningsserien | 2:a i kvalserien                                           |
| 1986/1987                            | Division I Södra | 10        | 5:a i fortsättningsserien |                                                            |
| 1987/1988                            | Division I Södra | 9         | 6:a i fortsättningsserien |                                                            |
| 1988/1989                            | Division I Södra | 10        | 8:a i fortsättningsserien | nerflyttade                                                |
| 1989–1993 spelade man i Division II. |                  |           |                           |                                                            |
| 1993/1994                            | Division I Södra | 6         | 2:a i fortsättningsserien | Playoff: Besegrar Uppsala, utslagna av Vita Hästen         |
| 1994/1995                            | Division I Södra | 3         | 1:a i fortsättningsserien | Playoff: Besegrar Nyköping och Huddinge, utslagna av Troja |
| 1995/1996                            | Division I Södra | 2         | 9:a i Allsvenskan         |                                                            |
| 1996/1997                            | Division I Södra | 5         | 1:a i fortsättningsserien | Playoff: Besegrar Grums, utslagna av Mora                  |
| 1997/1998                            | Division I Södra | 5         | 2:a i fortsättningsserien | Playoff: Utslagna av Lidingö                               |
| 1998/1999                            | Division I Södra | 5         | 3:a i fortsättningsserien | 1:a i kval till nya Allsvenskan, uppflyttade               |

Strax före millennieskiftet var det återigen dags att organisera om ishockeyns seriesystem i och med att Allsvenskan bildades som ny andraserie. Tingsryd hade vid det här laget återhämtat sig från spel i Division II och kvalificerade sig för spel i Allsvenskan redan första säsongen. 2016 lyckades man ta sig till den Hockeyallsvenska finalen vilket var det bästa resultatet sedan 1975 då man fick lämna högsta serien.
| Säsong    | Division          | Placering | Vårserie             | Kval/Playoff                                                                        |
| --------- | ----------------- | --------- | -------------------- | ----------------------------------------------------------------------------------- |
| 1999/2000 | Allsvenskan södra | 5         | 1:a i vårserien      | Playoff: Utslagna av Nyköping                                                       |
| 2000/2001 | Allsvenskan södra | 4         | 4 i Superallsvenskan | Playoff: Utslagna av Mora                                                           |
| 2001/2002 | Allsvenskan södra | 3         | 4 i Superallsvenskan | Playoff: Utslagna av Troja, nerflyttade                                             |
| 2002/2003 | Division 1 Södra  | 2         | 2:a i Förkval        |                                                                                     |
| 2003/2004 | Division 1 Södra  | 1         | 2:a i Förkval        |                                                                                     |
| 2004/2005 | Division 1 Södra  | 2         | 4:a i Förkval        |                                                                                     |
| 2005/2006 | Division 1F       | 1         |                      | Playoff: Utslagna av Örebro                                                         |
| 2006/2007 | Division 1F       | 3         | 1:a i Allettan Södra | Playoff: Besegrar Härnösand, 4:a i kvalserien till Hockeyallsvenskan                |
| 2007/2008 | Division 1F       | 3         | 4:a i Allettan Södra |                                                                                     |
| 2008/2009 | Division 1F       | 1         | 1:a i Allettan Södra | Playoff: Besegrar Nyköpings HK, 2:a i kvalserien till Hockeyallsvenskan             |
| 2009/2010 | Division 1F       | 1         | 1:a i Allettan Södra | Playoff: Besegrar Vita Hästen, 2:a i kvalserien till Hockeyallsvenskan, uppflyttade |
| 2010/2011 | Hockeyallsvenskan | 14        |                      | 2:a i kvalserien till Hockeyallsvenskan                                             |
| 2011/2012 | Hockeyallsvenskan | 12        |                      |                                                                                     |
| 2012/2013 | Hockeyallsvenskan | 13        |                      | 4:a i kvalserien, nerflyttade                                                       |
| 2013/2014 | Division 1F       | 1         | 3:a i Allettan södra | Playoff: Besegrar Västervik, Kiruna IF och Nyköping, 4:a i kvalserien               |
| 2014/2015 | Hockeyettan Södra | 4         | 3:a i Allettan södra | Playoff: Besegrar Kallinge, Kristianstad och Huddinge 2:a i kvalserien, uppflyttade |
| 2015/2016 | Hockeyallsvenskan | 2         |                      | Förlorar Hockeyallsvenska finalen mot AIK Förlorar Playoff mot Leksand              |
| 2016/2017 | Hockeyallsvenskan | 7         | 4:a i slutspelserien |                                                                                     |
| 2017/2018 | Hockeyallsvenskan | 11        |                      |                                                                                     |
| 2018/2019 | Hockeyallsvenskan | 12        |                      |                                                                                     |
| 2019/2020 | Hockeyallsvenskan | 10        |                      |                                                                                     |
| 2020/2021 | Hockeyallsvenskan | 8         |                      | Slutspel: Utslagna av AIK                                                           |
| 2021/2022 | Hockeyallsvenskan | 10        |                      | Slutspel: Utslagna av Mora                                                          |
| 2022/2023 | Hockeyallsvenskan | 13        |                      | Play Out: Besegrar Västerviks IK                                                    |
| 2023/2024 | Hockeyallsvenskan | 12        |                      |                                                                                     |
| 2024/2025 | Hockeyallsvenskan | 14        |                      | Play-out: Utslagna av Vimmerby, nerflyttade                                         |

Data till översikten ovan är hämtade från Elite Prospects. Mer information om säsongerna och ytterligare källor finns i säsongsartiklarna länkade från kolumnen 'Division'.
Anmärkningar
1. ↑  Tingsryds AIF tvångsnedflyttades till Division 1 p.g.a. skattebrott.[11]

## Kända ishockeyspelare i Tingsryds AIF
Årtal nedan avser säsonger i TAIF:s a-lag.
- Des Moroney, back, 1968-1971
- Kenneth Ekman, back, 1969-1982
- Christer Andersson, målvakt, 1967-1984
- Tadeusz Niedomysl, forward, 1971-1985
- Anders Broström, back, 1970-1976
- Roger Waldemar, forward, 1972-1989
- Kjell Samuelsson, back, 1972-1982
- Larry Pilut, forward, 1992-2007
- Mattias Elm, målvakt, 1985-1998, 2000-2001
- Anders Åkesson, forward, 1990-
- Fredrik Emvall, forward, 1992-1999
- Niklas Olausson, forward, 2002-2005
- Oliver Ekman Larsson, back, 2006-2008

TAIF har två spelare som vunnit Stanley Cup: Oliver Ekman Larsson och Kjell Samuelsson.

## Ungdomsverksamhet
Tingsryd har en omfattande ungdomsverksamhet, där bland annat både J20 och J18 har spelat i landets högsta serier. Genom detta har Tingsryd ett ishockeygymnasium med regionalt intag.
Många landslagsspelare och NHL spelare har Tingsryds AIF som moderklubb så som: 
Kjell Samuelsson, Oliver Ekman Larsson, David Gustafsson, Lawrence Pilut, Fredrik Emwall, Niklas Olausson, Andre Pettersson, Viggo Gustafsson. 